# تعلقه سانگهار
تعلقه سانگهار (به انگلیسی: Sanghar Taluka) یک تعلقه یا تحصیل در پاکستان است که در ایالت سند واقع شده‌است.